# Saint-Lieux-Lafenasse

Saint-Lieux-Lafenasse este o comună în departamentul Tarn din sudul Franței. În 2009 avea o populație de 448 de locuitori.

## Evoluția populației
| An        | 1975 | 1982 | 1990 | 1999 | 2006 | 2009 |
| --------- | ---- | ---- | ---- | ---- | ---- | ---- |
| Populație | 392  | 348  | 362  | 399  | 424  | 448  |